# Holly Holm
Holly Rene Holm (Albuquerque, 17 oktober 1981) is een Amerikaans MMA-vechtster, bokser en kickbokser. Ze was de UFC-wereldkampioen bantamgewicht (tot 61 kilo) bij de vrouwen van november 2015 tot maart 2016. Ook was ze een meervoudig wereldkampioen in het boksen. Holm is de eerste vechtsporter ooit die een wereldtitel won in zowel het boksen als de UFC.

## Carrière

### Boksen
Holm maakte in januari 2002 haar professionele boksdebuut in Albuquerque. Ze heeft meerdere titels gewonnen in drie gewichtsklassen, waaronder de WBA- en WBC-wereldtitels in het weltergewicht in 2006 en 2007. Ze vocht 38 bokswedstrijden, waarvan zij er 33 won (met 9 door knock-out), 2 verloor en 3 eindigden in een gelijkspel. In totaal heeft ze haar titels 18 keer verdedigd. 
Holm werd door het tijdschrift The Ring tweemaal uitgeroepen tot "Female Fighter of the Year" (2005 en 2006) en in 2022 werd zij opgenomen in de International Boxing Hall of Fame.

### MMA
Holm maakte haar MMA-debuut in maart 2011 tegen Christina Domke bij de organisatie Fresquez Productions en won door een technische knock-out in de tweede ronde. Vervolgens won ze nog twee gevechten bij deze organisatie, één bij Bellator en drie bij Legacy Fighting Championship (LFC). In haar laatste gevecht bij LFC won zij de bantamgewichttitel na het verslaan van Juliana Werner middels een TKO in de vijfde ronde.

#### UFC
In februari 2015 maakte Holm haar debuut in de Ultimate Fighting Championship (UFC) tegen Raquel Pennington en won middels een verdeelde jurybeslissing. Vervolgens won ze van Marion Reneau door middel van een unanieme jurybeslissing.
Holm vocht op 14 november 2015 voor de UFC-wereldtitel bantamgewicht tegen titelhoudster Ronda Rousey, voor een recordbrekende menigte op een UFC-evenement in Melbourne. Ondanks dat Holm een enorme underdog was, domineerde zij het gevecht en won middels een knock-out in de tweede ronde met een hoge trap, waarmee een einde kwam aan Rousey's ongeslagen reeks en driejarige regeerperiode als kampioen. Hiermee werd Holm de eerste persoon die een wereldtitel won in zowel het boksen als MMA. Door haar prestatie won Holm de bonusprijzen Fight of the Night en Performance of the Night.
In haar volgende gevecht verloor Holm haar titel aan Miesha Tate in maart 2016. Ze verloor het gevecht middels een verwurging (rear-naked choke) in de vijfde ronde. Vervolgens vocht Holm in juli 2016 tegen Valentina Sjevtsjenko en verloor middels een unanieme jurybeslissing.
Holm vocht op 11 februari 2017 tegen Germaine de Randamie voor het eerste UFC-vedergewichtkampioenschap voor vrouwen. Ze verloor het gevecht op basis van een unanieme jurybeslissing. Vervolgens nam ze het op tegen Bethe Correia en won door een KO in de derde ronde. Op 30 december 2017 vocht Holm tegen Cristiane Justino voor de UFC-vedergewichttitel en verloor het gevecht middels een unanieme jurybeslissing.
Holm nam het in juni 2018 op tegen Megan Anderson en won op basis van een unanieme jurybeslissing. Op 6 juli 2019 vocht Holm tegen Amanda Nunes voor de UFC-bantamgewichttitel en verloor het gevecht middels een TKO in de eerste ronde.